# Nabiha Ben Miled
Nabiha Ben Miled (en árabe: نبيــهة بــن ميلاد‎   , 4 de marzo de 1919-6 de mayo de 2009) fue una activista y pionera en la lucha por los derechos de las mujeres tunecinas, participó también en el movimiento nacionalista por la independencia de Túnez frente al colonialismo francés.  Asumió la presidencia de la Unión de Mujeres Tunecinas de 1952 a 1963. 

## Biografía
Nabiha Ben Abdallah nació el 4 de marzo de 1919 en Túnez, en ese momento protectorado francés de Túnez hija de Baya Bint Mahjoub y Othman Bin Abdallah. Sus padres pertenecían a la burguesía tunecina, cuyos antepasados se habían establecido en Túnez en el siglo XIX. Asistió a la escuela primaria Sidi Saber y tenía aspiraciones de convertirse en maestra, o abogada, pero su padre la desanimó de seguir estudiando después de graduarse de la escuela primaria. A la edad de quince años, se casó con el médico Ahmed Ben Miled, quien había sido educado en Francia y era un líder en el Movimiento Comunista de Túnez. Aunque su madre había insistido en que usara el hijab cuando era niña, su esposo la alentó a no llevar velo.

## Activismo
Con el apoyo de su marido, en 1936  se unió a la Unión Musulmana de Mujeres de Túnez  (MWUT), dirigida por Bchira Ben Mrad . Inicialmente formada para apoyar la educación de las niñas, en 1938, habían ampliado sus objetivos para proporcionar asistencia a los presos políticos y a los involucrados en el movimiento de independencia. Cuando los manifestantes resultaron heridos durante una protesta el 9 de abril de 1938, el Dr. Miled convirtió su hogar en un hospital y Nabiha lo ayudó, proporcionando servicios de enfermería para los heridos por las fuerzas coloniales. Durante la Segunda Guerra Mundial, dio a luz a la única hija de la pareja, Khadija, durante una grave hambruna. Ella y su esposo proporcionaron leche en caja a los vecinos del barrio de Halfaouine y ella organizó un comedor de beneficencia. Utilizando contactos con comerciantes locales, Miled llevó a las mujeres del vecindario a preparar doscientas comidas diarias con productos donados por comerciantes locales.
En 1944, Miled abandonó el MWUT, desilusionada por la falta de acción del grupo y su dependencia del partido político Destour. Se unió a la Unión de Mujeres de Túnez (TWU) (en árabe: الاتحـاد النسـائـي التونسـي‎    ), que estaba afiliada al Partido Comunista de Túnez . Su crisis ideológica se produjo porque el liderazgo de Destour, en lugar de exigir la autonomía de Túnez, estaba a favor de la liberalización a través de una modificación de la constitución actual. Miled estaba a favor del enfoque más radical, que combinaba objetivos nacionalistas con programas de mejora social destinados a proporcionar derechos de las mujeres y oportunidades de escolarización para los niños desfavorecidos. En 1951, fue nombrada para participar en la junta de la TWU y al año siguiente se convirtió en presidenta de la organización asumiendo el puesto hasta que se disolvió en 1963 por sus estrechos vínculos con el partido comunista. Desde 1952, también ayudó a su esposo, Mohamed El Salami, y Mohamed Saleh Ka'far a escribir y entregar clandestinamente el periódico Commandos, que instó a los tunecinos a involucrarse en la liberación y luchar por su derecho a la nacionalidad.
En lugar de unirse a la Unión Nacional de Mujeres Tunecinas, que Miled vio como muy estrechamente aliada con el estado de partido único, abandonó los movimientos formales de mujeres, aunque continuó publicando artículos en una revista francesa, La revolución proletaria hasta su muerte. Con sus hijos crecidos, comenzó a trabajar como trabajadora social en el Hospital Charles Nicolle en Túnez, pero renunció cuando el personal comenzó a presionarla para que informara sobre sus colegas y se adhiriera a las prácticas religiosas. En 1993, una historia de las mujeres involucradas en el movimiento nacionalista en Túnez, Mémoire de femmes: Tunisiennes dans la vie publique, 1920-1960 (Memorias de mujeres: tunecinas en la vida pública, 1920-1960) incluyó su biografía.

## Muerte y legado
Miled murió en Túnez el 6 de mayo de 2009. En 2013, la Universidad Feminista Ilhem Marzouki (en francés: Université Féministe Ilhem Marzouki   ) celebró un homenaje en su memoria para honrar las contribuciones de las mujeres históricas al feminismo en Túnez.